# ام‌اس نوردستیرنن
ام‌اس نوردستیرنن (به انگلیسی: MS Nordstjernen) یک کشتی است که طول آن ۸۰٫۷ متر (۲۶۴ فوت ۹ اینچ) می‌باشد. این کشتی در سال ۱۹۵۶ ساخته شد.